# Vittorio Storaro
Vittorio Storaro (Roma, 24 de junho de 1940) é um diretor de fotografia italiano, conhecido como "o mago da luz". Tem um grande modelo para a fotografia dos seus filmes, o pintor também italiano Caravaggio. O próprio Vittorio diz que quando estava andando em Roma, entrou em uma galeria de arte e viu o quadro de Caravaggio "O Chamado de São Mateus". Diz que aquela imagem mudou sua vida.
Vittorio iniciou sua carreira fazendo filmes para a universidade, ficou conhecido por usar as técnicas de luz dos quadros de Caravaggio. Para Storaro, criar a fotografia de um filme para o Cinema é como "scrivere con la luce" (escrever com a luz).
Seu filme mais conhecido é Apocalypse Now, ele aparece segurando uma câmera ao lado de Francis Ford Coppola e o desenhista de produção Dean Tavoularis.
Vencedor de três Oscars: Apocalypse Now, Reds e The Last Emperor.
Em 2018 recebeu o diploma de Membro Honorário Internacional da Academia Portuguesa de Cinema.

## Biografia
Filho de projeccionista, a sua família era muito pobre. Frequentou uma escola de fotografia durante 5 anos, enquanto trabalhava ao mesmo tempo a limpar um estúdio de fotografia.

Aos 16 anos o realizador Piero Portalupi recusou que Storaro fosse seu assistente e mandou-o para o Centro Sperimentale di Cinematografia, um dos melhores institutos de cinema da Europa. Esteve lá de 1958 a 1960.
Iniciou a sua carreira profissional como segundo assistente.

## Filmografia
- Um Dia de Chuva Em Nova York (2019) (Longa-metragem)
- Roda Gigante (2017) (Longa-metragem)
- Crianças Invisíveis (2005) (Longa-metragem)
- Dominion: Prequel to the Exorcist (2005) (Longa-metragem)
- Exorcista: O Início (2004) (Longa-metragem)
- Goya (1999)
- Politicamente Incorreto (1998) (Longa-metragem)
- Tango (1998) (Longa-metragem)
- Flamenco (1995) (Longa-metragem)
- O Pequeno Buda (1993) (Longa-metragem)
- Dick Tracy (1990) (Longa-metragem)
- O Céu que nos Protege (1990) (Longa-metragem)
- Contos de Nova York (1989) (Longa-metragem)- episódio: Life Without Zoe
- Tucker, Um Homem e Seu Sonho (1988) (Longa-metragem)
- O Último Imperador (1987) (Longa-metragem)
- O Feitiço de Áquila (1985) (Longa-metragem)
- O Fundo do Coração (1982) (Longa-metragem)
- Reds (1981) (Longa-metragem)
- Apocalypse Now (1979) (Longa-metragem)
- Apocalypse Now Redux (1979) (Longa-metragem)
- O Mistério de Agatha (1979) (Longa-metragem)
- 1900 (1976) (Longa-metragem)
- Último Tango em Paris (1972) (Longa-metragem)
- A Estratégia da Aranha (1970) (Longa-metragem)
- O Conformista (1970) (Longa-metragem)